# وانغ نا
وانغ نا (25 فبراير 1990 في الصين - ) (بالصينية: 王娜) هي رياضية ولاعبة كرة طائرة الصين في مركز ممرر ‏.